# 2022 RM4
2022 RM4は、直径が約400メートルで、地球の軌道に接近するため、潜在的に危険な小惑星として分類されている。2022年9月12日、地球から0.61天文単位 (91×106 km)離れた距離にあり、北極星・りゅう座ゼータ星の近くの赤緯+65の位置で発見された。
2022年11月1日18:26（協定世界時）に、地球から0.01536天文単位 (2,298,000 km; 5.98 LD)の距離を通過した。2022年11月1日現在、接近距離の不確実性は±77キロメートルであった。2022 RM4は、おおよそ冥王星と同じ程度の明るさであり、太陽から約75度離れた位置で見かけの等級14.3まで明るくなっているはずであった。経験豊富なアマチュア観測者は、口径が約8インチ以上の望遠鏡で観測することができた可能性がある。
| 日付                     | JPL Horizonsによる地球の中心からの距離（au） | 不確実性領域（3シグマ） |
| ------------------------ | -------------------------------------------- | ----------------------- |
| 2022-11-01 18:26 ± 00:01 | 0.01536天文単位 (2.298×106 km)               | ±77 km                  |

2022年11月2日までに、2022 RM4は赤緯-32度で南半球に位置していた。キャンベラ深宇宙通信施設の70メートルDeep Space Station43とオーストラリアコンパクト電波干渉計を利用したGoldstone Solar System Radar（GSSR）が2022年11月2日に2022 RM4を観測した。その後、2022年11月3日に近日点に達した。